# ФК „Болтън Уондърърс“
ФК „Болтън Уондърърс“ (на английски: Bolton Wanderers F.C.) e английски футболен клуб от град Болтън в Голям Манчестър. Отборът му се състезава в Английската Лига 2.
„Болтън“ е сред клубовете, основали футболната лига. През 20-те години на XX век печели 3 пъти ФА къп, а през 1958 г. печели за четвърти път турнира. През 1987 г. изпада до четвърта дивизия. През сезон 2005/06 участва в евротурнирите за първи път и достига до шестнадесетинафиналите в Купата на УЕФА. През 1997 г. отборът се мести на стадион „Рийбок Стейдиъм“ в град Хорич (на 5 км от Болтън), преименуван на „Макрон Стейдиъм“ през 2014 г., а по-късно през 2018 г. е отново преименуван, този път на „Стадион на Болтънския университет“.

## Български футболисти
- Мартин Петров: 2010/13 - (73 мача - 12 гола)
- Георг Илиев: 2011/14 - (0 мача - 0 гола), 2014/15 - (0 мача - 0 гола)
- Симеон Славчев: 2015 (наем) - (1 мача - 0 гола)